# المحكمة الدستورية (تونس)
المحكمة الدستورية هيئة قضائية تونسية مستقلة، أحدثت بموجب دستور 2014 السابق و تواصلت مع الدستور الحالي ايضا . يقع مقرها في باردو، في ضواحي تونس العاصمة.
منذ إحداثها، لم تُشكّل المحكمة الدستورية بتونس حتى يومنا هذا. وبرز غياب المحكمة خصوصا خلال الأزمة السياسية عام 2021.
عام 2022، ٱلغي دستور 2014 لكن المحكمة الدستورية ظلت في الدستور الجديد مع التخفيض في عدد قضاتها من 12 إلى 9.

## التاريخ
بعد انقلاب 7 نوفمبر 1987، أحدث الرئيس الجديد زين العابدين بن علي بمقتضى أمر رئاسي المجلس الدستوري للجمهورية، والذي ضم لدستور 1959 إثر تعديل دستوري في 1995. إلا أنه في هذه الحالة، الرئيس هو الوحيد المخول بمخاطبة المجلس الدستوري. هذا المجلس تم حله بمقتضى المرسوم عدد 14 لسنة 2011.

دستور تونس 2014 نص على إحداث المحكمة الدستورية وحدد مهامها وأعضائها وذلك في الفصول من 118 إلى 124.

الفقرة 7 من الفصل 148 من الدستور الجديد نص على إحداث الهيئة الوقتية لمراقبة دستورية مشاريع القوانين، الشيء الذي تم في 18 أبريل 2014 بمقتضى قانون أساسي، بينما أعضاؤها تم تعيينهم في 22 أبريل الموالي من قبل الرئيس المنصف المرزوقي.

في 14 مارس 2018، بدأ مجلس نواب الشعب فانتخاب الأربعة أعضاء المخصص له انتخابهم، لكن فقط روضة الورسيغني نجحت في الحصول على أغلبية الأصوات. لم يستطع المجلس استكمال انتخاب بقية الأعضاء بسبب خلافات سياسية؛

## المهام

### ما ذُكر في دستور 2014
حسب الفصل 120 من الدستور، فإن المحكمة الدستورية هي الوحيدة المخول لها بمراقبة دستورية:
- مشاريع القوانين المعروضة عليها من قبل رئيس الجمهورية التونسية أو رئيس الحكومة أو ثلاثين عضوا من أعضاء مجلس نواب الشعب.
- مشاريع القوانين الدستورية التي يعرضها عليها رئيس مجلس نواب الشعب.
- المعاهدات التي يعرضها عليها رئيس الجمهورية.
- القوانين التي تحيلها عليها المحاكم.
- النظام الداخلي لمجلس نواب الشعب الذي يعرضه عليها رئيس المجلس.

### دستور 2022
حسب ما ذكره الفصل 127 من دستور 2022:
تختص المحكمة الدستورية بالنّظر في مراقبة دستورية:
1. القوانين، بناء على طلب من رئيس الجمهورية أو ثلاثين عضوا من أعضاء مجلس نواب الشعب أو نصف أعضاء المجلس الوطني للجهات والأقاليم، يرفع إليها في أجل أقصاه سبعة أيام من تاريخ المصادقة على مشروع القانون أو من تاريخ المصادقة على مشروع قانون في صيغة معدلة بعد أن تم رده من قبل رئيس الجمهورية.
2. المعاهدات التي يعرضها رئيس الجمهورية قبل ختم قانون الموافقة عليها.
3. القوانين التي تحيلها عليها المحاكم إذا تم الدفع بعدم دستوريتها في الحالات وطبق الإجراأت التي يقرها القانون.
4. النّظـام الداخلي لمجلس نواب الشعب والنّظام الداخلي للمــجلس الوطني للجهــات والأقاليم اللّذين يعرضانهما عليها كلّ رئيس لهذين المجلسين.
5. إجراءات تنقيح الدستور.
6. مشاريع تنقيح الدستور للبتّ في عدم تعارضها مع ما لا يجوز تنقيحه حسب ما هو مقرر بهذا الدستور.

## الأعضاء

### ما ذُكر في دستور 2014
حسب الفصل 118 من الدستور، فإن المحكمة الدستورية تتكون من 12 عضوا من ذوي الكفاءة، ثلاثة أرباعهم من المختصين في القانون الذين لا تقل خبرتهم عن عشرين سنة.

يعين كل من رئيس الجمهورية التونسية ومجلس نواب الشعب والمجلس الأعلى للقضاء، أربعة أعضاء. يكون التعيين لفترة واحدة مدتها تسع سنوات، ويجدد ثلث أعضاءها كل ثلاث سنوات.

ينتخب أعضاء المحكمة من بينهم رئيسا ونائبا له من المختصين في القانون.
| الصفة                                             | الاسم                            |
| ------------------------------------------------- | -------------------------------- |
| أربعة أعضاء معينين من قبل رئيس الجمهورية التونسية | لم يعينوا بعد                    |
| أربعة أعضاء منتخبين من قبل مجلس نواب الشعب        | روضة الورسيغني البقية لم ينتخبوا |
| أربعة أعضاء منتخبين من قبل المجلس الأعلى للقضاء   | لم ينتخبو بعد                    |